# حزب المواطن للنهضة
حزب المواطن للنهضة (بالفرنسية: Parti citoyen pour le renouveau) هو حزب سياسي ليبرالي في مالي. في 1 يوليو و22 يوليو 2007 في الانتخابات البرلمانية في مالي، فاز الحزب بمقعد واحد من أصل 160 مقعدًا. ينتمي الحزب إلى التحالف للديمقراطية والتقدم الذي دعم الرئيس السابق أحمد توماني توري.
خاض الحزب انتخابات 2013 البرلمانية، لكنه فشل في الفوز بمقعد.